# Birgitta Sahlén
Birgitta Sigrid Maria Sahlén, född den 29 januari 1953 i Jönköping, är en svensk professor i logopedi vid Lunds universitet.
Sahlén examinerades från Lunds universitet 1977 och disputerade vid samma universitet 1991. Hon installerades som professor i Lund i mars 2012.
Sahlén är mor till artisten Måns Zelmerlöw.